# エーリク1世 (デンマーク王)

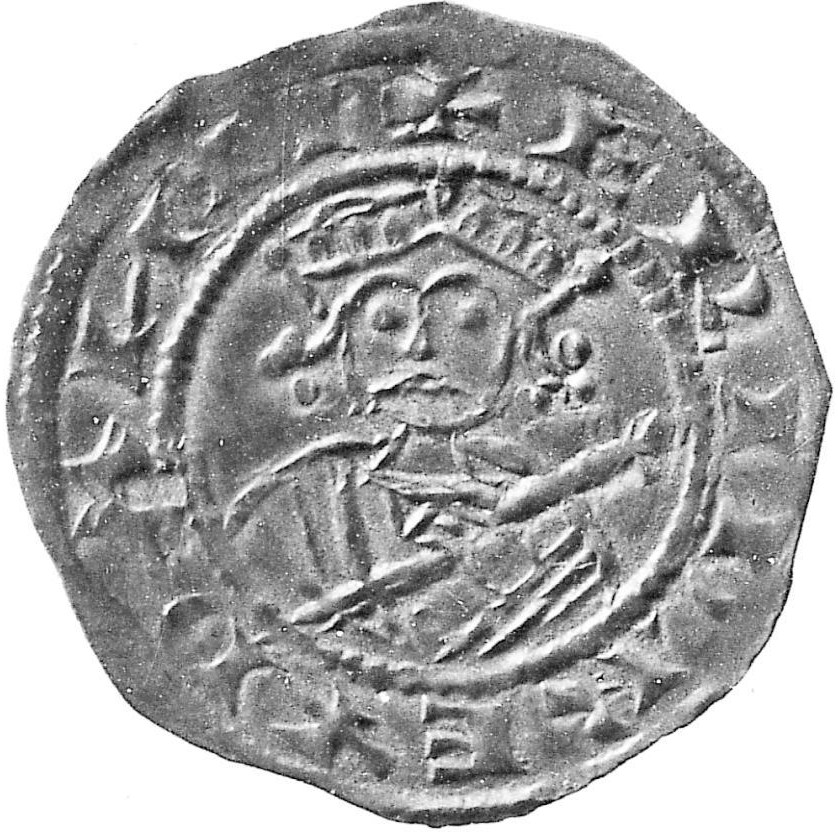
エーリク1世のコイン

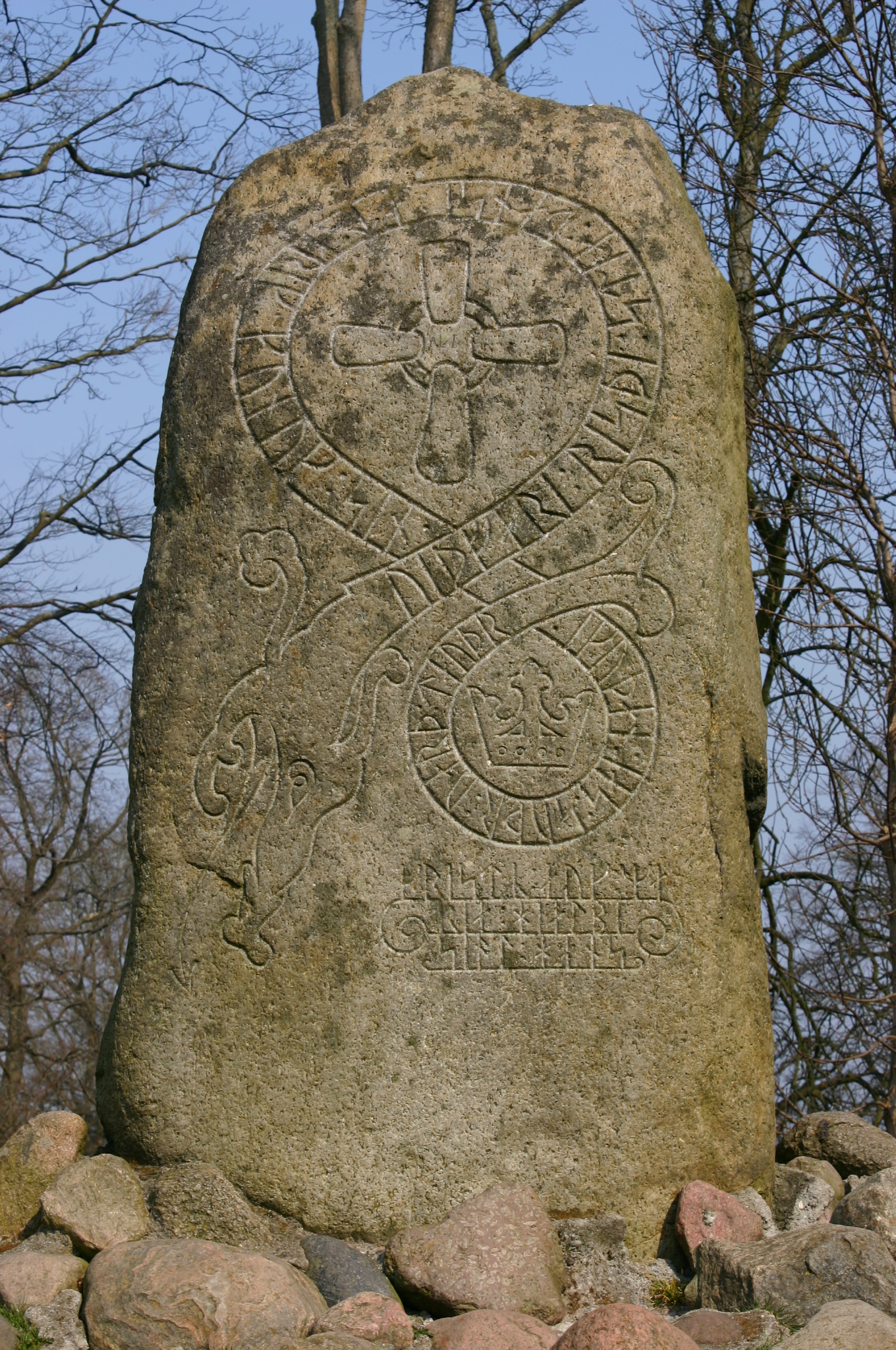
エーリク1世の記念碑

エーリク1世（デンマーク語：Erik 1. Ejegod, 1060年ごろ - 1103年7月10日）は、デンマーク王（在位：1095年 - 1103年）。善良王（Ejegod）とよばれる。兄オーロフ1世の跡を継いでデンマーク王となった。デンマーク王スヴェン2世の息子。母は不明である。ボーディル・スルーゴッツダッテルと結婚した。

## 生涯
エーリク1世はシェラン島北部のスランゲルップで生まれた。異父兄クヌーズ4世の治世において、エーリクは王の熱心な支持者であったが、クヌーズ4世に対する反乱の際には死を免れた。エーリクはオーデンセの聖アルバン修道院にクヌーズ4世を連れて行く代わりに、王立農場に留まっており、クヌーズ4世は聖アルバン修道院で殺害された。エーリクは農場から逃れてシェラン島に逃げ、その後当時デンマークの一部であったスコーネに逃げた。兄オーロフ1世が王位についたが、その治世は短かった。最終的に1095年に議会においてエーリク1世がデンマーク王に選ばれた。エーリク1世は人々に好かれ、オーロフ1世の治世中にデンマークを悩ませていた飢饉は終息した。多くの人々にとって、エーリク1世がデンマークにとって理想の王であるという、神からのしるしのように見えた。
サクソ・グラマティクスなどの中世の年代記作者や神話は、エーリクを人々を引き付ける「大柄な男」として描いている。4人の男がエーリクを動かそうとしても、彼はその場から動かなかったという。また、エーリクは話し上手で、人々は熱心に彼の話を聞いたという。議会が終わった後、エーリクはあらゆる人々に挨拶するため近隣の家屋敷を訪れた。エーリクはパーティー好きの声の大きな人物で、私生活はどちらかというと放蕩であったといわれた。中央集権化された強力な王権の支持者であるとみられていたが、エーリクは駆け引きを行い、有力者との衝突を避けていたようである。また、エーリクは強盗や海賊に対して冷酷であるともいわれた。
ローマの教皇を訪問した際、エーリクは亡き兄のクヌーズ4世の列聖と、ハンブルグ・ブレーメン大司教のもとから独立してデンマーク（現在のスコーネのルンド）の大司教座を得た。その後、アッサー司教が初代ルンド大司教となった。
エーリクはヴィボーで開かれた議会において、聖地への巡礼に行くことを発表したが、これが原因でエーリクは晩餐の席で家来を殺害した。エーリクの家来らの嘆願にもかかわらず、エーリクは思いとどまらなかった。エーリクは息子のハーラル・ケシャとアッサー司教を摂政に任命した。
エーリクとボーディル、そしてその一団はロシアを経由してコンスタンティノープルに向かい、東ローマ皇帝を訪問した。コンスタンティノープル滞在中、エーリクは病気となったが、とりあえずキプロスに向かうため乗船した。エーリクは1103年7月にキプロスのパフォスで死去し、王妃はエーリクを同地に埋葬させた。

## 子女
エーリク1世と妃ボーディルの間には1子が生まれた。
- クヌーズ・レーヴァート（1096年 - 1131年） - シュレースヴィヒ公

また、2男1女の庶子がいる。
- ハーラル・ケシャ（1080年 - 1135年） - 孫クリスティナはスウェーデン王エリク9世と結婚
- エーリク2世（1090年頃 - 1137年） - デンマーク王
- ラグンヒル - ヘーコン・スンニヴァッソンと結婚、デンマーク王エーリク3世の母[6]。

エーリク1世の嫡男であったクヌーズ・レーヴァートは、礼儀正しく親切で人気があった。クヌーズは1131年1月7日、ニルス王の息子で、クヌーズを王位をめぐる有力な競争相手と見なしていたマグヌスにより殺害された。クヌーズの死は、1157年から1182年までデンマーク王となるクヌーズの息子ヴァルデマーが生まれる数日前のことであった。エーリク1世は後のデンマーク王の祖先である。